# Dick Moriarty
Pour les articles homonymes, voir Moriarty.
Pas d'image ? Cliquez ici

a Compétitions nationales et continentales officielles uniquement.

b Matchs officiels uniquement.
Dernière mise à jour le 16 février 2024.
 Richard (Dick) Daniel Moriarty est né le 1er mai 1957 à Gorseinon, (Pays de Galles). C’est un ancien joueur de rugby à XV, qui a joué avec l'équipe du Pays de Galles, évoluant au poste de deuxième ligne. Il fut sept fois capitaine de l'équipe du Pays de Galles.
Il est le frère de Paul Moriarty et donc l'oncle de Ross Moriarty, tous deux également internationaux gallois.

## Carrière
Il dispute son premier test match le 5 décembre 1981, contre l'équipe d'Australie, et son dernier test match est contre cette même équipe le 18 juin 1987.
Moriarty dispute six matchs de la Coupe du monde 1987, il est capitaine pendant cinq matchs.

## Palmarès
- 22 sélections
- Sélections par année : 1 en 1981, 4 en 1982, 1 en 1983, 4 en 1984, 3 en 1985, 3 en 1986, 6 en 1987
- Tournois des Cinq Nations disputés : 1982, 1983, 1984, 1985
- 3e de la coupe du monde 1987.